# Corynorhinus
Genre
Corynorhinus est un genre de chauves-souris de la famille des Vespertilionidae.

## Liste des espèces
Selon ITIS (15 janvier 2018) :
- Corynorhinus mexicanus G. M. Allen, 1916
- Corynorhinus rafinesquii (Lesson, 1827)
- Corynorhinus townsendii (Cooper, 1837) - Oreillard de Townsend[2]

Selon Mammal Species of the World (version 3, 2005)  (15 janvier 2018) :
- Corynorhinus mexicanus
- Corynorhinus rafinesquii
  - sous-espèce Corynorhinus rafinesquii macrotis
  - sous-espèce Corynorhinus rafinesquii rafinesquii
- Corynorhinus townsendii
  - sous-espèce Corynorhinus townsendii australis
  - sous-espèce Corynorhinus townsendii ingens
  - sous-espèce Corynorhinus townsendii pallescens
  - sous-espèce Corynorhinus townsendii townsendii
  - sous-espèce Corynorhinus townsendii virginianus

## Publication originale
- Allen, 1865 : On a New Genus of Vespertilionidæ.  Proceedings of the Academy of Natural Sciences of Philadelphia, vol. 17, p. 173-175(texte intégral).